# Адамс, Джон Фрэнк
Джон Фрэнк А́дамс (англ. John Frank Adams; 5 ноября 1930 — 7 января 1989) — английский математик, один из основателей теории гомотопий.
Является автором конструкции, получившей название спектральная последовательность Адамса, применяющейся при вычислении гомотопических групп сфер.

## Биография
Фрэнк родился в семье строительного инженера Уильяма Фрэнка Адамса (англ. William Frank Adams) и биолога Джен Мэри Бейнс (англ. Jean Mary Baines). Он был старшим из двух сыновей в семье. Во время Второй мировой войны его семья была эвакуирована из Лондона, что помешало Фрэнку окончить школу. Он продолжил обучение в нескольких местах, но основную часть обучения он прошел в школе Бедфорда.
Затем в 1948—1949 годах Фрэнк проходил службу в сухопутных войсках.
В 1949 году Фрэнк поступил в Тринити-колледж Кембриджского университета для изучения математики.
В 1953 году Фрэнк женился на Грэйс Рода Карты (англ. Grace Rhoda Carty). У них был сын и три дочери.
В 1954 году Фрэнк работал младшим преподавателем в Оксфордском университете.
Затем он получил стипендию в Тринити-колледже со своей докторской диссертацией по спектральным последовательностям, которую он представил в 1955 году.
В 1956 году он вернулся в Кембридж и в этот период он разработал спектральные последовательность, которая сегодня называется «Спектральной последовательностью Адамса».
Несколько последующих лет Фрэнк провел в Америке, исследуя гипотезу о существовании h-структур на сферах.
По возвращении из Соединенных Штатов Фрэнк стал преподавателем в Тринити-колледже.
В 1964 году Фрэнк ушел на пенсию. В это время он стал профессором Филдена.
В 1964 году Адамс был избран членом Королевского общества.
В 1965 году Фрэнк был подвержен первой атаке психической болезни, в результате которой он находился в больнице в течение нескольких месяцев.
В 1970 году Фрэнк стал профессором астрономии и геометрии в Кембридже, и в это время он вернулся в Тринити-колледж, где продолжил читать лекции и выпускать научные работы по топологии.

## Смерть
В 1986 году здоровье Фрэнка ухудшилось, но несмотря на это, он отправился в Лондон на празднование выхода на пенсию друга. На обратной дороге, в нескольких милях от дома, неподалеку от Брамптона Фрэнк Адамс погиб в автокатастрофе.

## Награды и звания
- Медаль Сильвестра (1982)
- Малая премия Бервика (англ. Junior Berwick Prize) Лондонского математического общества (1963)
- Большая премия Уайтхеда (англ. Senior Whitehead Prize) (1974)
- Был избран в Национальную академию наук США (1985)[6]
- Был избран в Королевскую Датскую академию наук (1988)[5]

## Публикации на русском языке
- Адамс Дж. Лекции по группам Ли — М.: Наука, 1979. — 144 с.
- Адамс Дж. Алгебраическая топология. Путеводитель для студентов. — Успехи математических наук, т.34, вып.3, (май-июнь 1979), стр.169-188.
- Адамс Дж. Ф. Стабильные гомотопии и обобщенные гомологии. — М.: МЦНМО, 2013. — 432 с.

## Работы
- Избранные работы Дж. Фрэнка Адамса :  [англ.] / Ред.: Д. П. Мэй и К. Б. Томас. — Cambridge University Press, 1992. — Т. 1. — 552 с. — ISBN 0-521-41063-0.
- Избранные работы Дж. Фрэнка Адамса :  [англ.] / Ред.: Д. П. Мэй и К. Б. Томас. — Cambridge University Press, 2010. — Т. 2. — 548 с. — ISBN 978-0-521-11068-6.